# Nite-Wing
Nite-Wing (Tad Rayerstad) è un personaggio nella serie DC Comics Nightwing.

## Biografia del personaggio
Tad Rayerstad è un sociopatico e possiede un grande grado di rabbia pur essendo incline a forti esplosioni di ira, così come si riferisce sempre a sé stesso in terza persona. La somiglianza del suo nome con quello di Nightwing gli causò grandi problemi in passato, e lo fece quasi uccidere in due diverse occasioni.
Essendo venuto su come orfano, l'uomo che divenne Nite-Wing non ottenne mai un nome legale. Invece, si fece conoscere con il suo nome, Tad - diminutivo di Tadpole (dall'inglese, Girino), datogli in orfanotrofio in quanto era basso di statura. Infine adottò il cognome Rayerstad, che invece era il nome della marca di birra locale. Tad scappò dall'orfanotrofio all'età di 12 anni, e fu "dimenticato" - altra prova che Blüdhaven era piena di corruzione e decadimento. Si educò da solo, divorando cultura popolare, rubando giornali e fumetti, e intrufolandosi in numerosi cinema. Questa educazione inadeguata e contorta, combinata ad un'infanzia instabile e senza amore, produsse un sociopatico che credeva di essere un eroe.
Tad si esercitò, mantenendosi in forma, e pattugliò il proprio quartiere, facendo "del bene". Colpiva persone per piccoli reati, e si esibì in atti di vigilantismo al suo peggio; assaltò brutalmente dei passanti innocenti in almeno due occasioni, presumendo che fossero dei criminali - è implicito che almeno una delle due vittime rimase uccisa. Un giorno, incontrò John Law, l'eroe in pensione "Tarantula", e dopo aver ascoltato le sue storie, decise di diventare un super eroe. Ebbe difficoltà a scegliersi un nome finché non vide dall'altra parte della strada del suo appartamento sopra un fast food aperto tutta la notte specializzato nella preparazione di ali di pollo. Così, nacque Nite-Wing.
Sfortunatamente, durante la sua prima notte fuori, si imbatté in una gang che gli sparò ripetutamente. Precipitatosi fuori da un'uscita d'emergenza, Nightwing passò tutta la notte a cercare di difenderlo dagli uomini di Blockbuster, che pensavano che fosse Nightwing quello in ospedale. Tad fu rilasciato dall'ospedale e andò a vendicarsi sulla gang che ce lo fece entrare, uccidendoli.
La furia di Tad continuò, uccidendo gli uomini che lavoravano per Blockbuster, alla fine uccidendo anche Ricky Noone, uno dei suoi capi maggiori. Una notte, fu messo all'angolo da Dudley Soames, l'ex ispettore di polizia diventato psicopatico, che ora si faceva chiamare Torque. Qui, finalmente incontrò Nite-Wing. I due scapparono, e Torque e Nightwing accettarono di aiutare ad addestrare Tad, senza sapere quanto violento poteva essere.
Tad mise all'angolo il corrotto Capo della Polizia Redhorn di Blüdhaven e ottenne tutti i files riguardanti Blockbuster. Donandoli a Nightwing, i due cominciarono ad attaccare la base di Blockbuster. I due furono però presi e separati. Quando Cisco Blaine, un agente dell'FBI sotto copertura, giunse a liberare Tad, questi lo picchiò a morte. Scoprendo che non era un criminale ma un agente federale, Tad fuggì. Nightwing alla fine lo raggiunse, e lo fece incarcerare nel Penitenziario di Lockhaven. Tad cercò ingenuamente di farsi rilasciare fornendo i dettagli della sua "carriera di combattente del crimine" agli agenti federali che lo tenevano in custodia, aspettandosi che lo rilasciassero in quanto era un "bravo ragazzo", e che l'assassinio fu da parte sua un errore innocente.
Quando Torque fu catturato da Nightwing, si ritrovò ad essere compagno di cella di Tad. Torque aveva un piano d'evasione, e Tad ne fece parte. Drogarono il cibo di Aaron Helzinger, la guardia della prigione che fu il criminale riformato Amygdala, e quando divenne furioso, i due fuggirono. Tad uccise Soames dopo la loro evasione, e fu implicato nell'omicidio del Capo Redhorn. Però, Tad era innocente di questo crimine, messo in piedi da Blockbuster e dal nuovo Tarantula, e contattò Nightwing perché lo aiutasse a ripulire il suo nome. Tad fu nuovamente arrestato, insieme a Tarantula, e fu rimesso di nuovo a Lockhaven, questa volta scontando le pene degli omicidi di Cisco Blaine e Torque.

### Vere origini
In Nightwing n. 51, "Tad's Story" rivelò alcuni dettagli sulla storia di Tad, ma contraddisse le affermazioni precedenti in cui fu abbandonato. Invece, la storia mostrò entrambi i suoi genitori vivi; suo padre, Randy, era un alcolista e sua madre usava stava senza sosta al telefono e fumava. A causa della sua mancanza di coinvolgimento parentale, Tad cominciò a leggere fumetti come modo per evadere dalla realtà.
Presto cominciò a non sopportare più il proprio padre, che guadagnava soldi attraverso la vendita di oggetti rubati. Credendo fermamente nel mondo dei fumetti, Tad esibì un atto che credeva essere eroico: incastrò suo padre. Tad informò lo spacciatore di droga di suo padre che questo era un infiltrato. Come risultato, suo padre fu ucciso e sua madre mandata in carcere.
Dopo essere stato mandato a vivere con un'altra famiglia, scappò e visse da solo. Mancando un lavoro, era spesso in giro come un vagabondo, e riusciva a sfamarsi solo rubando ai criminali.
Dopo la sua cattura da parte di Nightwing e il successivo arresto per l'assassinio di Cisco Blaine, si scoprì che aveva lasciato Blüdhaven sul un autobus la vigilia di Natale.

## Modus operandi
Nite-Wing si vede come un eroe, e decise di portare giustizia nel mondo, ma i suoi metodi sono molto discutibili; uccise numerose persone, incluso un agente sotto copertura dell'FBI. Tad non sembra capire le conseguenze delle proprie azioni, scrollando semplicemente le spalle e negando ogni responsabilità affermando che è un "bravo ragazzo".

## Poteri e abilità
Tad non ha super poteri, tuttavia è un abile e crudele combattente di strada. Spesso, porta con sé delle palle da biliardo attaccate con il nastro sulla propria schiena e utilizza una stecca da biliardo modificata della lunghezza di circa un metro come arma.